# Terinos dinnaga
Terinos dinnaga är en fjärilsart som beskrevs av Hans Fruhstorfer 1906. Terinos dinnaga ingår i släktet Terinos och familjen praktfjärilar. Inga underarter finns listade i Catalogue of Life.